# Downpatrick

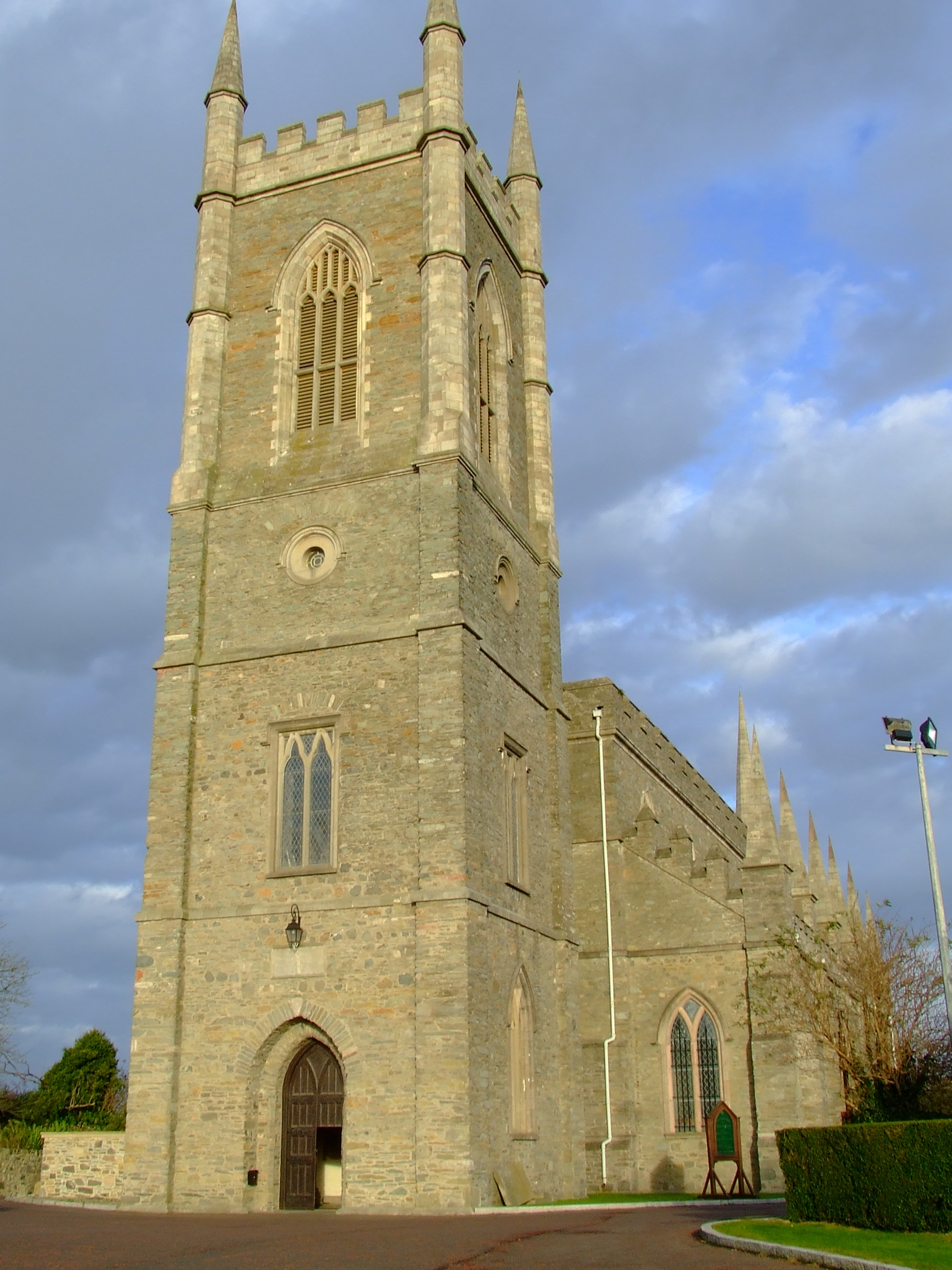
Down Cathedral i Downpatrick.

Downpatrick (iriska: Dún Phádraig) är en stad i distriktet Newry, Mourne and Down och grevskapet Down i Nordirland, belägen cirka 33 kilometer söder om Belfast. Staden är traditionell huvudort för grevskapet Down, och hade år 2001 totalt 10 316 invånare.
Downpatrick var tidigare huvudort för distriktet Down och blev 2015 en av två huvudorter för det nybildade distriktet Newry, Mourne and Down.
Staden är mest känd för att St. Patrick begravdes här. Hans grav i katedralen är än idag ett pilgrimsmål, speciellt på St. Patricks dag den 17 mars. Det är möjligt att graven egentligen inte är hans riktiga begravningsplats eftersom det även sägs att han begravdes i byn Saul, strax utanför staden. Ingen vet dock säkert.